# Piątek3nastego
Piątek3nastego – drugi album studyjny zespołu AmetriA wydany 15 maja 2004 roku przez New Project Production.

## Lista utworów
Źródło:
1. Pniazylia (Intro)
2. Każdy z nas (feat. Lipa)
3. My way
4. Nie ma nic
5. Paltolycho...?
6. Twój dzień
7. Kategoria
8. Techniczny nokaut
9. To nie czas
10. Dlaczego?
11. Dla siebie samego
12. Płacz
13. Hiszpański hicior
14. Każdy z nas (remiks Balazs Perlaki-Horvath)
15. Każdy z nas (remiks Mariusz Mayu B. Broszko)
16. Każdy z nas (remiks Jarek Warczygłowski)
17. Każdy z nas (remiks Rafał Jujka)
18. Każdy z nas (remiks Tomasz Boszke)